# هوتريتيون

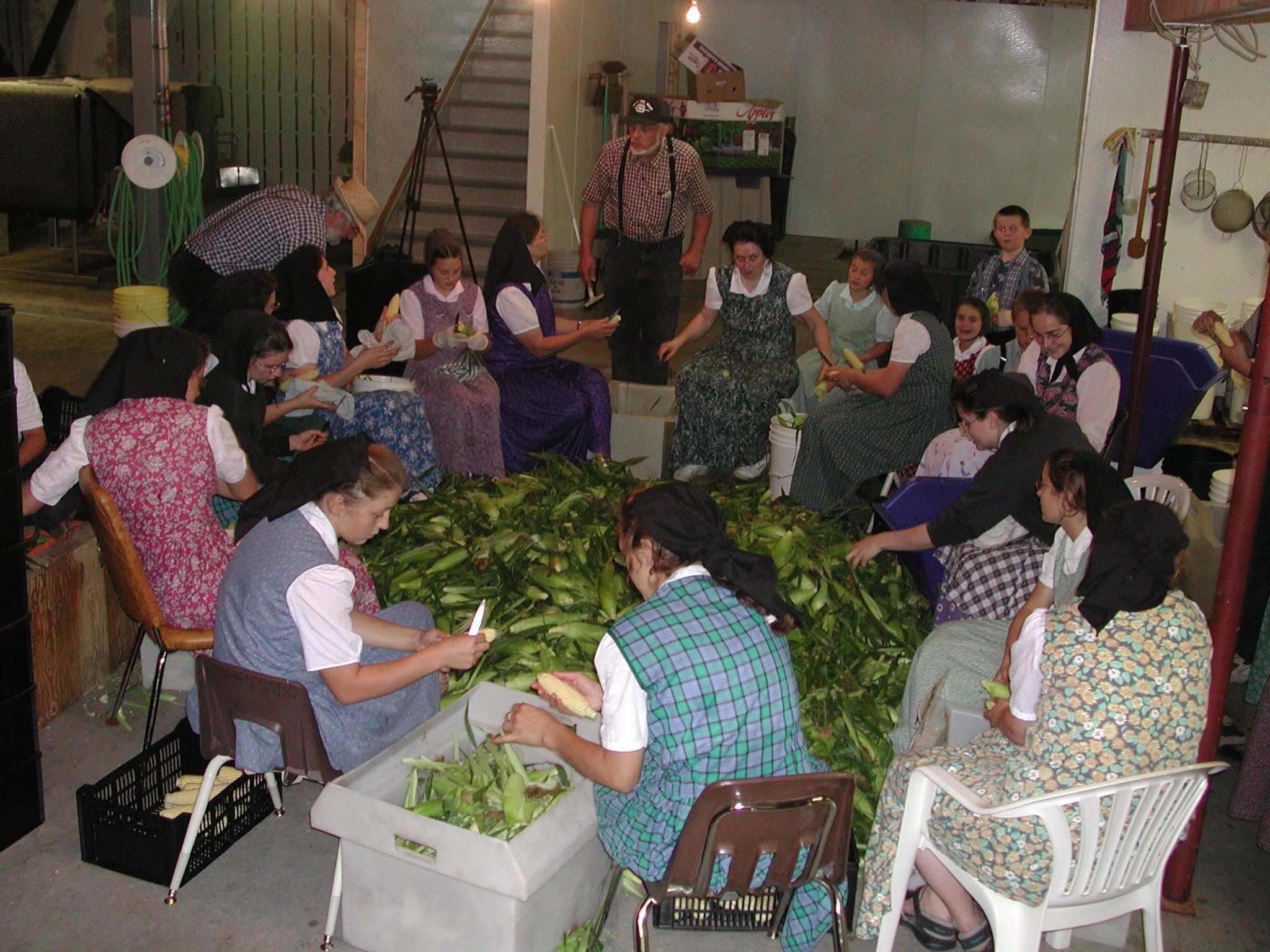
نساء هوتيريتيات في العمل.

هوتريتيون (بالإنجليزية: Hutterite)‏ هي مجموعة عرقية دينية وهم فرع من تيار تجديدية العماد المسيحي، مثل الأميش والمينوناتيين. وتعود جذورها للإصلاح راديكالي في القرن السادس عشر منذ وفاة جاكوب هوتر، إيمانهم يعتمد على الملكية الجماعية والسلمية.
هاجر المئات منهم إلى مختلف دول العالم من أوروبا في القرن التاسع عشر ويتواجدون بكثرة في أمريكا الشمالية، ويصل عدد أتباعها إلى 42 ألف تابع، يتواجد معظمهم في غرب كندا وفي المرتفعات الكبرى العالية في الولايات المتحدة، وتعود أصول معظم الهوتريتيين إلى مورافيا في جمهورية التشيك حالياً، والذين هاجروا من أوروبا بسبب الاضطهاد الذي لاقوه من الطوائف الدينية الأخرى في أوروبا.

## اللاهوت
يمتلك الهوتريتيون أعمالًا لا تزال موجودة، منها بقلـم بيتر ريدمان (Rechenschafft unserer Religion, Leer und Glaubens)، ومنها لهانس شلافر، وليونارد شيمر، وأمبروسيوس سبيتيلماير، ذلك على عكس جماعات تجديدية العماد التقليدية مثل: الأميش، ومينونايت النظام القديم والجالية القديمة، الذين لا يملكون تقريبًا أي كتب عن لاهوت تجديدية العماد.
أسس جاكوب هوتر التقليد الهوتريتي ومستعمرات الهوتريتين على أساس إقرار شلايتهايم، ووفقًا لهذا الإيمان، يؤكد اللاهوت الهوتريتي على معمودية المؤمن، والإيمان بالكنيسة غير المرئية، والمسيحية السلمية، ورد اليمين، وتؤمن الكنائس الهوتريتية أيضًا «بمجموعة من القواعد المجتمعية للحياة المسيحيّة، ومبدأ الفصل الدنيوي».

## المجتمع
تكون مجتمعات أو جاليات الهوتريتيون ريفية؛ يعتمد الكثير بشكل كبير على الزراعة أو تربية المواشي، وقد انتقلوا في العصر الحديث إلى الصناعة إذ أصبح من الصعب كسب العيش على الزراعة وحدها، بحيث تكون الجماعة عمليًا مكتفية ذاتيًا فيما يخص العمل، وبناء المباني الخاصة بها، والقيام بأعمال الصيانة والإصلاح لمعداتها، وصنع الملابس الخاصة بها، وما إلى ذلك، ولكن هذا الأمر تغير في السنوات الأخيرة، إذ بدأت تعتمد أكثر قليلًا على مصادر خارجية للطعام والملابس وغيرها من السلع.
الزراعة الهوتريتية اليوم تخصصية وبدرجة أو بأخرى صناعية، ولذلك، لم يعد الأطفال الهوتريتيون على اتصال وثيق بحيوانات المزرعة، وبالتالي لم يعودوا محميين من الربو كأطفال الآميش، بل إنهم يشبهون الآن عامة سكان أمريكا الشمالية.

## الحكم والقيادة
تدار معظم جماعات الهوتريت من الذكور مع مشاركة النساء في أدوار كالطهي، والقرارات الطبية، واختيار وشراء أقمشة الملابس، كما تمتلك كل جماعة ثلاثة قادة رفيعي المستوى، المرتبتان الأولى والثانية هما الوزير والأمين، والثالثة هي مساعد وزير، كما يشغل الوزير منصب الرئيس في الأمور المتعلقة بتضمين الكيان التجاري القانوني المرتبط بكل جماعة، ويشار إلى الأمين على نطاق واسع باسم المدير أو الزعيم، وهو مسؤول عن العمليات التجارية، مثل إدارة الحسابات، وكتابة الشيكات، وتنظيم الميزانية، بينما يكون دور مساعد الوزير في قيادة مسؤوليات الكنيسة (الوعظ)، وغالبًا ما يكون أيضًا «معلم الألمانية» للأطفال في سن المدرسة.
تحمل زوجة الأمين في بعض الأحيان لقب شنايدر (من «الخياط» في الألمانية)، وبالتالي هي مسؤولة عن صناعة الملابس، وشراء متطلبات النسج لصنع جميع الملابس، ويستخدم مصطلح «زعيم» أو «مدير» على نطاق واسع في لغة الجماعة، فإلى جانب الأمين الذي يعمل كمدير للأعمال التجارية للجماعة، يوجد عدة مناصب أخرى يُطلق على حملتها كلمة «زعيم» أيضًا، والأكثر أهمية في الجماعة العادية هو «زعيم المزرعة»، فهذا الشخص مسؤول عن جميع جوانب الإشراف على عمليات زراعة الحبوب، وهذا يشمل إدارة المحاصيل، الهندسة الزراعية، التخطيط لتأمين المحاصيل، وتعيين الموظفين لمختلف العمليات الزراعية.
وبالإضافة إلى هذه المناصب القيادية رفيعة المستوى، يوجد أيضًا مناصب أخرى، اعتمادًا على الأعمال التي تقوم بها كل جماعة محددة ما، وفي كل حالة، سيكون هؤلاء الأفراد مسؤولون مسؤوليةً تامةً عن المنطقة التي يديرونها، كما سيعمل لديهم سكان آخرون من الجماعة.
تستند عملية التصويت وصنع القرار في معظم المستعمرات إلى هيكلٍ ذي مستويين هما: المجلس –يتكون عادةً من سبعة ذكور كبار، وعضوية التصويت -التي تضم جميع الرجال المتزوجين، وفي حالة صنع القرارات الهامة، يقوم المجلس بالتصويت أولًا، وفي حال تمريره، سينتقل القرار إلى الأعضاء المصوتين.
وقد أدى هذا الهيكل إلى ثقافة ديمقراطية في معظم الجاليات أو التجمعات، إذ يمكن إزالة المسؤولين الذين لا ينفذون القرارات المختارة ديمقراطيًا عن طريق تصويت ديمقراطي مماثل.
يوجد مجموعة واسعة من الثقافات والأساليب القيادية بين أنماط التجمعات الرئيسية الثلاث، وفي بعض الحالات، قد يسيطر ويهيمن الوزراء أو الأمناء بشكل كبير في بعض التجمعات أكثر من غيرهم، ومع ذلك، فإنّ الثقافة السائدة عمومًا في معظم الحالات هي ديمقراطية بشدة.
لا تملك النساء والأطفال أي تصويت رسمي في سلطة اتخاذ القرار، وغالبًا ما يكون لهم تأثير على صنع القرار من خلال عمليات غير رسمية ضمن الإطار الاجتماعي للجماعة.
تتبع جميع عمليات الإدارة الداخلية في الجماعة الواحدة ومن كافة جماعات «الفرع» لمجلس «الأسقف»، بحيث تخضع جميع المستعمرات -داخل كل فرع- لعملية صنع القرار الأكبر من مجلس الأسقف، وبذلك يمكن إزالة الوزير الذي لا ينفذ قرارات مجلس «الأسقف» الأكبر من منصبه.

## الجاليات
أماكن وعدد الجاليات في منتصف عام 2004 للجماعات الهوتريتية البالغ عددها 483:
- كندا (347):
  - داريوسليت: 147، ألبرتا: 109، ساسكاتشوان: 31، كولومبيا البريطانية: 2.
  - شميديوليت: 105، مانيتوبا: 105.
  - ليغالويت: 99، ألبرتا: 69، ساسكاتشوان: 30.
- الولايات المتحدة (134):
  - شميديوليت:69، داكوتا الجنوبية: 53، مينيسوتا: 9، داكوتا الشمالية: 7.
  - ليغالويت: 44، مونتانا: 44.
  - داريوسليت: 21، مونتانا: 15، واشنطن: 5، أوريغون: 1.
- اليابان (1):
  - داريوسليت: 1.

## التصوير في وسائل الإعلام
يحدث جزء من فيلم «النظير 49» لعام 1941 في مجتمع هوتريتي في مانيتوبا- كندا.
ظهرت مجموعة من الهوتريت في حلقة "The Hoots" من مسلسل «كونغ فو» بتاريخ 13 ديسمبر عام 1973.
يوجد فيلم وثائقي بطول 27:56 دقيقة، يدعى «الهوتريتيون» صوِّر من قبل كولين لو عام 1964 بخلاصة: «إن أتباع الزعيم الديني يعقوب هوتر يعيشون في مجتمعات مزارعة، ملتزمين بشدة بالقواعد التي وضعها مؤسسهم قبل أربعة قرون، وبسبب اللطف الذي قدمته أحد الجماعات في ألبرتا، صُوِّر هذا الفيلم باللونين الأسود والأبيض داخل المجتمع ليظهر كل جوانب حياة الهوتريتيون اليومية».
في 29 مايو 2012، عُرِضَت الحلقة الأولى من "American Colony: Meet the Hutterites" على قناة ناشيونال جيوغرافيك، حيث صورت جماعة كنغ رانش بالقرب من لويستاون في مونتانا.
في عام 2013، بُثّ برودكاست "How to Get to Heaven with the Hutterites" على BBC2.
فيلم وثائقي آخر في 2012 هو "The Valley of All Utopias"، عن إحدى الجماعات في ساسكاتشوان، من إخراج توماس ريش.
ذُكِروا في مسلسل "Heartland"على قناة CBC، في الموسم 8 - الحلقة 7 "Walk a Mile".